# Ernst Nottbohm
Ernst Friedrich Nottbohm (* 11. März 1879 in Wackerwinkel; † 28. November 1942 in Hamburg) war ein deutscher Lebensmittelchemiker.

## Leben
Nottbohm besuchte das Realgymnasium Celle und studierte nach Abschluss der Reifeprüfung an den Universitäten Tübingen und Berlin unter Emil Fischer und Jacobus Henricus van ’t Hoff.  Anschließend war er Assistent bei Edgar Wedekind in Tübingen.
Ab 2. Januar 1905 wirkte er bis zu seinem Tode am Hygienischen Staatsinstitut in Hamburg. Das Staatsexamen für Lebensmittelchemiker legte er bei Heinrich Beckurts in Braunschweig ab.
Während seines Militärdienstes im Ersten Weltkrieg nahm er an Einsätzen gegen Frankreich, Russland, Rumänien und Italien teil. In Frankreich führte er das Goslarer Jägerbataillon vor Verdun. Für sein Wirken erhielt Nottbohm beide Klassen des Eisernen Kreuzes sowie das Ritterkreuz des Königlichen Hausordens von Hohenzollern mit Schwertern.
Als Wissenschaftler hat Nottbohm sich besonders mit Kaffee sowie mit Milch und ihren Nebenprodukten befasst und war Mitglied der internationalen Käsekommission und der internationalen Milchpulverkommission.
1935 bis 1936 war er Herausgeber der Zeitschrift für Untersuchung der Lebensmittel, der späteren Zeitschrift für Lebensmittel-Untersuchung und -Forschung (ZLUF).
Ab 1939 war er Vorsitzender des Vereins Deutscher Lebensmittelchemiker. 1940 wurde Ernst Nottbohm zum Mitglied der Leopoldina gewählt. Im gleichen Jahr erhielt er die Joseph-König-Gedenkmünze der Gesellschaft Deutscher Chemiker.

## Schriften
- Ansiedelung einer subtropischen Spinne bei Hamburg. In: Naturwissenschaftliche Wochenschrift. Neue Folge 6, 1907, S. 333–334 (archive.org)
- Mit Karl Lendrich: Verfahren zur Bestimmung des Coffeins im Kaffee. In: Zeitschrift für Untersuchung der Nahrungs- und Genussmittel sowie der Gebrauchsgegenstände, Nr. 17, 1909, S. 241–265
- Mit Karl Lendrich: Über den Coffeingehalt des Kaffees und den Coffeinverlust beim Rösten des Kaffees. In: Zeitschrift für Untersuchung der Nahrungs- und Genussmittel sowie der Gebrauchsgegenstände, Nr. 18, 1909, S. 299–308
- Eindrücke über die Stellung der Vorzugsmilch in England. In: Zeitschrift für Untersuchung der Lebensmittel, 57, 1929, S. 201–204
- Mit Fr. Mayer: Bestimmung des Trigonellins im rohen und gerösteten Kaffee. In: Zeitschrift für Untersuchung der Lebensmittel, 61, 1931, S. 202–210
- Mit K. Philippi: Über den Wassergehalt von Schmelzkäse. In: Zeitschrift für Untersuchung der Lebensmittel, 63, 1932, S. 37–47